# 자유과

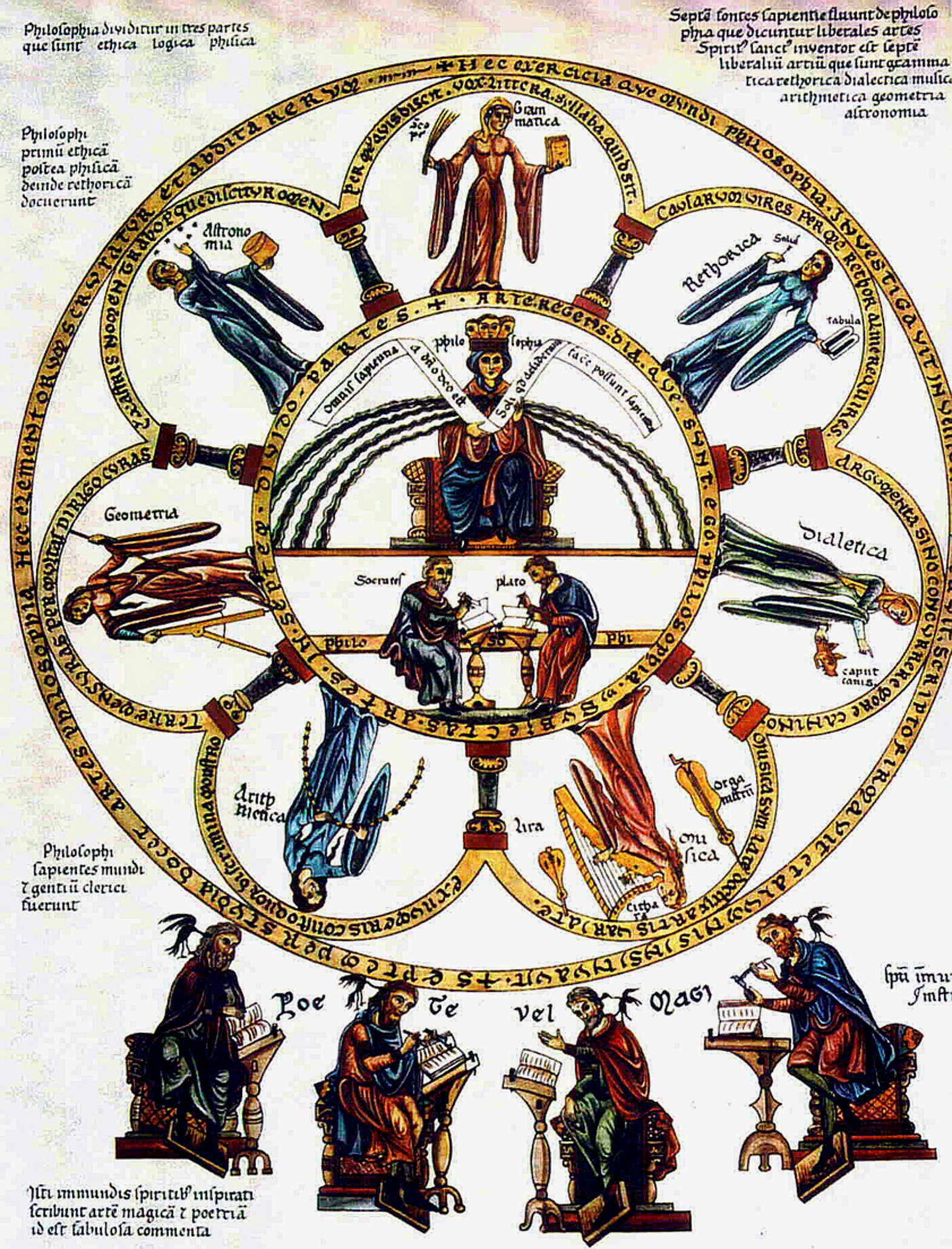
자유칠과 - Herrad von Landsberg의 12세기 Hortus deliciarum 그림.

자유과(自由科, 라틴어: artes liberales 아르테스 리베랄레스[*], 영어: liberal arts 리버럴 아츠[*])는 그 시대를 살아가는 ‘교양 있는 지식인’이 기본적이며 공통적으로 갖춰야할 폭 넓은 소양과 이에 관련된 학문들을 의미하며 직업 또는 전문적 능력을 강조하는 교육과는 구분된다. 이는 최근 들어 종종 연구 중심 종합대학 (대학원 중심 대규모 대학)들의 학부 전공 편중 교육과 대비되곤 한다.

## 역사
자유과의 범위는 사회마다 다양하였다. 초창기 고대 그리스에서는 엘리트들이 고전학을 교육받는 것을 뜻하였다. 그러나 계몽주의 시대 동안 과학과 인문이 등장하게 되자 "자유과"의 의미는 이들을 포함하는 방향으로 확장되었다. 현재 자유과에서 제외되는 학문들은 특정 직업에게 국한되는 교육인데, 이를테면 농업, 비즈니스, 치과, 공학, 의학, 교육학(교사 관련)과 약학 등이 있다.
교육사에서 일곱 개의 자유과 학문이 존재했는데, 이는 삼학(trivium)과 사과(quadrivium)으로 나뉜다. 삼학은 문법과 수사학, 변증학(논리학)이고, 사과는 산술, 기하학, 점성술, 음악을 포괄한다. 이들 자유과는 중세 대학 제도에서 핵심 커리컬럼이었다. "자유과"라는 표현에서 "자유"라는 단어는 라틴어: liberalis에서 기원하는데 이는 "자유로운 인간"(노예가 아닌, 사회 그리고 정치상의 엘리트)을 뜻하며 이는 "섬기는 학문"과 대조되었다. 그리하여 "자유과"는 초창기 사회의 엘리트 계급이 필요로 하는 각종 능력과 교양을 의미했으며 "섬기는 학문"은 인부들이 전문화된 능력과 지식을 갖추고 이들 엘리트를 섬기는 것에 필요한 훈련 과정을 의미했다.
오늘날 사용되는 자유과라는 표현에서 "자유"라는 단어는 후기 계몽주의 시대의 맥락에서 이해된다. 이는 편견과 전제 등을 제거 하여 사고를 자유케 하는 것이다. 이전의 중세적 의미는 일반적으로 퇴색한 것으로 치부되며 오늘날 "자유 교육"등의 표현에서는 이 계몽적 의미가 통용된다.
미국의 리버럴 아츠 칼리지들은 이러한 교육적 가치를 추구해 왔다. 이들은 학부 과정 교육에서 전문 교육보다 "자유과"의 고전적 의미와 계몽적 의미 모두를 옹호·적용한다. 이를 바탕으로 "리버럴 아츠 칼리지"의 졸업생들은 상당수가 전문 교육을 받기 위해 (경영학, 법, 의학, 신학) 또는 대학원 과정으로 진학했다.

## 현대
리버럴 아츠 칼리지는 원래 유럽에서 기원하였지만 쇠퇴하였고. 현재는 오히려 미국의 학부 교육에서 전통을 이어가고 있다. 그 이유는 최근 유럽이나 캐나다 등의 서구사회도 사회주의적인 색채가 강한 반면에 미국은 여전히 자본주의 기치가 가장 선명하고, 따라서 차별화된 상류층 귀족 교육이 계속 성행할 수 있기 때문이다. 이제는 대부분 문호가 개방되었고, 직업· 응용· 전문 전공도 개설되는 추세지만, 1980년대까지만 해도 미국의 독립적인 리버럴 아츠 칼리지들은 보수적이며 배타적인 색채를 띄며 기꺼이 이러한 기능을 맡아왔다. 이들은 풍부한 학교 기금을 바탕으로 작은 수업 규모와 학생 수 대비 교수 비율을 실현할 수 있어 학생들 밀착 지도가 가능하고, 상호작용하는 토론식 수업을 선호하며, 기숙형 학교로써 구성원 간에 돈독한 유대 관계를 구축하는 등 리버럴 아츠 교육에 어울리는 교육 환경을 유지해 왔다. 지금도 여전히 전통 깊은 리버럴 아츠 칼리지들은 자신들의 교육 철학을 지키며 미국 대학 교육의 전통과 다양성에 이바지 하고 있다.
또한 연구 중심 종합대학의 대표적인 명문인 하버드 대학교도 학부(Harvard College)는 리버럴 아츠 교육 기관이라고 할 수 있다. 하버드의 리버럴 아츠 교육은 로마의 (라틴어로) ‘Artes Liberales’를 그대로 이어 왔다고 말할 수 있다. 하버드뿐 아니라 예일도 마찬가지다. 이처럼 미국의 상위권 종합대학들의 학부 커리큘럼 특징은 ‘Liberal Arts’ 교육을 강조하는 것이다. 전공에 관계없이, 졸업할 때까지, 영어는 물론, 인문학을 기반으로 한 역사학, 철학, 예술학, 과학 역사/철학을 상당량 공부해야 한다. 아시아 최고의 대학이라 평가 받는 싱가폴 국립대학이 예일 대학의 예일 칼리지와 협력하여 싱가폴에 리버럴 아츠 교육을 위해 Yale-NUS를 설립한 것이나, 연세대가 언더우드 국제대학을 리버럴 아츠 칼리지로 설립한 것은 현대에 있어 다시금 리버럴 아츠 교육의 중요성이 강화되고 있음을 대변하는 것이라 할 수 있다.
이런 목적은 상류층들이 갖추어야 할 교양 교육이라기 보다는, 비평적(critical)이고 창의적인(creative) 능력을 함양하여, 궁극적으로 사회에 진출해서 성공하고, 또 대학원에 진학해서 학문을 연구하기 위하여, 깊고 넓은 지적 배경을 갖추게 하는 것이다.

## 참고 문서
- 학문
- 단테의 신곡과 Convivio에서 그는 다양한 자유과와 일곱가지 점성술상의 행성 사이의 관련 여부를 기술했다.
- 리버럴 아츠 칼리지

## 같이 보기
- 고대 그리스의 교육
- 고대 로마의 교육
- 인문학
- 학제간 연구
- 리버럴 아츠 칼리지
- 초월주의